# Ngantru (Ngasem)
Ngantru is een bestuurslaag in het regentschap Bojonegoro van de provincie Oost-Java, Indonesië. Ngantru telt 2708 inwoners (volkstelling 2010).